# David Biedermann
David Biedermann (* 1869; † Dezember 1929 in Nizza) war zeitweise einer der bedeutendsten Rauchwarenhändler des Weltpelzhandelszentrums Leipziger Brühl.

## Persönliches
Walter Fellmann schrieb in einer Kurzbiografie über David Biedermann: Er „galt – bei Einschluß seines Londoner Besitzes – als 80facher Millionär; wegen Steuerbetrug 1928 verhaftet; kam unter mysteriösen Umständen wieder auf freien Fuß und setzte sich nach Nizza ab“. – Biedermanns Konkurrent, der Rauchwarenhändler Bernhard Mayer, nannte Biedermann einen Spieler („gambler“) und meinte in seinen Memoiren, „ein großer Spekulant, hatte weder Frau noch Kinder und starb so arm, daß die Erben sich weigerten, die Erbschaft anzunehmen“.
Auf dem Leipziger Brühl galt David Biedermann als „graue Eminenz“. Er blieb weitgehend unsichtbar und trat nie öffentlich hervor, kam in keinen Verband und beteiligte sich an keinen Veranstaltungen. Der später von den Nationalsozialisten ermordete Rauchwarenkommissionär Philipp Manes wusste zu berichten:
In Leipzig bewohnte Biedermann „eine fürstlich eingerichtete Besitzung, in der er sein einsames, einsiedlerisches Leben führte, nur betreut von einer Haushälterin. Erholung suchte er während der Wintermonate in Nizza, wo er eine Villa besaß.
Lebensinhalt gab ihm das Geschäft. Dem war er verschworen, und dem galt sein ganzes Fühlen und Denken, so dass für Frauen und Freundschaft kein Raum blieb. Biedermann war einer der wenigen ganz grossen Spekulanten, die der Brühl aufzuweisen hatte. Ist er in eine Linie mit Robert Ehrmann und Max Ariowitsch zu stellen? Die Frage muss offen bleiben.“
„Wenige Menschen kamen Biedermann näher, und es wirkte wie eine Sensation, als Louis Friedländer und sein Prokurist und Einkäufer Franz Völkel zum Abendessen eingeladen wurden. Tagelang sprach der Brühl von diesem Ereignis, man erhielt auf diese Weise erstmals Einblick in die private Sphäre dieses einsamen Mannes. Wie reich er war, wusste man nicht. Ernste Leute sprachen von 20 Millionen.“

## Firmengeschichte

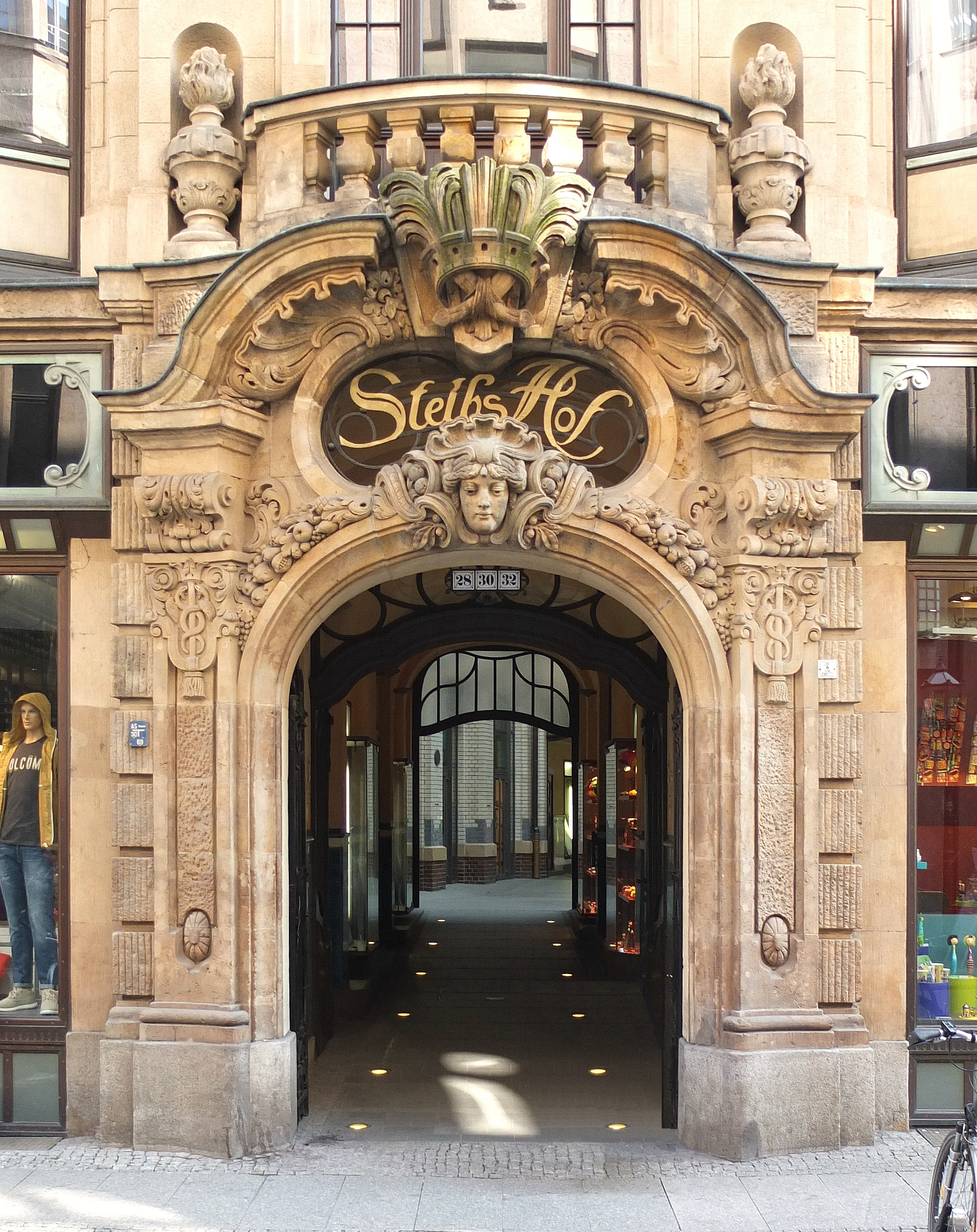
Portal zu Steibs Hof, Nikolaistraße 28‑32 im Jahr 2017 (das Unternehmen befand sich im Aufgang A III)

David Biedermann gründete seine Leipziger Unternehmen im Jahr 1892. Im Adressbuch des Jahres 1920 ist die Rauchwarenhandlung unter den Adressen Nikolaistraße 28–32, Aufgang A III und im Stadtteil Gohlis unter Montbéstraße 17 (jetzt. Trufanowstraße), Erdgeschoss verzeichnet. Zehn Jahre danach, 1930, kurz vor Unternehmensende, ist es die Nikolaistraße 12–14 und im Bezirk Eutritzsch die Mothesstraße 1, Erdgeschoss. In einem späteren Rückblick wird für das Lager die Nikolaistraße 13 genannt. Assoziierte Firma in London war die Fur & Wool Trading Company.
David Biedermann gehörte zu den Pionieren der im Fernen Osten tätigen deutschen Pelzgroßhändler, obgleich er selbst nie nach Russland reiste. Mit einem Umsatz von 2,6 Millionen Mark im Jahr 1908 gehörte sein Unternehmen zu den größten des Leipziger Brühls. Die Hauptniederlassung im Fernen Osten lag im russischen Urga, einem Zentrum des Wollhandels, dem heutigen Ulaanbaatar. Weitere Niederlassungen waren in der Mandschurei, in Harbin sowie Chialar und Uljajutas in der Mongolei. In Harbin und Tianjin bestanden blühende jüdische Gemeinden, die mit Pelzen handelten. David Biedermann, Rauchwaren war eine der wenigen Leipziger Firmen, die im Fernen Osten Geschäfte im Warenaustausch machten. Das Unternehmen lieferte über Handelskarawanen Vorräte, Tee, Zucker, Leder und Silber an Stämme und Jägergemeinschaften Zentralasiens und erhielt dafür Pelze, Wolle und Tierhaare. Der fernöstliche Warenstrom aus Russland lief zumeist über die Grenze nach China. Das Geschäft auf den klassischen Pelzhandelsplätzen Russlands, der Pelzmesse in Nischni Nowgorod und dem Pelzhandel auf der Irbit-Messe, tätigte Biedermanns Bruder Sebastian von Moskau aus für die Firma. Sebastian Biedermann war von 1875 bis 1926 Mitgesellschafter des Unternehmens.

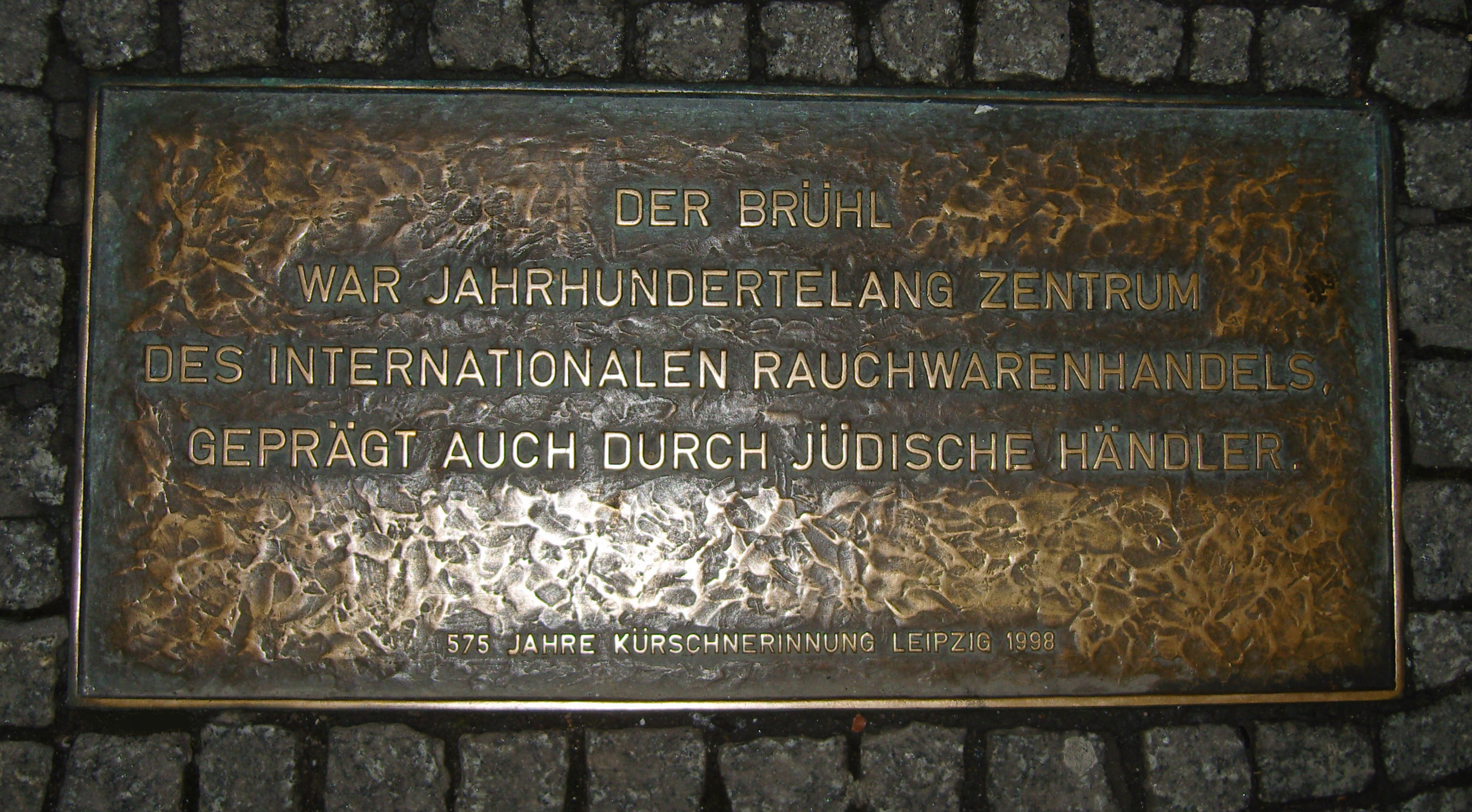
„Der Brühl war jahrhundertelang Zentrum des internationalen Rauchwarenhandels, geprägt auch durch jüdische Händler“ (Gedenktafel auf dem Brühl)

Als russischer Jude profitierte Biedermann von den Vorteilen, die sich aus seiner doppelten Staatsbürgerschaft ergaben. Seine Rauchwarenhandlung gehörte zudem zu den wenigen Leipziger Firmen, die sogar während des Ersten Weltkriegs ihre Geschäftsbeziehungen mit Russland aufrechterhalten konnten. Ein Militärgesetz, das Bürgern feindlicher Staaten auferlegte, die Stadt zu verlassen, wurde gegen diejenigen von wirtschaftlicher Bedeutung nicht strikt durchgesetzt. Ein spezielles Gesetz für Leipzig verhinderte zudem, dass deren Besitztümer als feindliche Vermögenswerte behandelt wurden. David konnte die vorhandenen Waren von Leipzig aus anfangs noch weiter nach London und Amerika verkaufen. Während die Besitztümer des bedeutenden amerikanischen Pelzhandelsunternehmens Eitingon Schild in Russland enteignet wurden, konnte Biedermanns Bruder das Geschäft dort weiter besorgen. Viele der Fabriken und Handelsposten des Unternehmens bestanden noch bis 1924. Die Warentauschgeschäfte seiner Vertreter in der Mandschurei und Mongolei liefen weiter und im Rauchwarenhandel hieß es, „Biedermann dominierte den Pelzhandel an der russisch-chinesischen Grenze“.
Nicht nur im Rauchwarenhandel spielte das Unternehmen eine bedeutende Rolle, sondern auch im Baumwollhandel. Ganze Schiffsladungen lagen in London auf seine Rechnung. Dort wurde das Hauptgeschäft weltweit selbständig von einem Dr. Moses geführt, der seine Weisungen aus Leipzig erhielt. „Es wurden Hunderttausende von Murmeln gekauft und eingelagert, oder ein Hauptteil der australischen Kaninernte übernommen, in Russland riesige Posten Feh oder Füchse im freien Handel erstanden.“
Biedermann hatte nur Interesse „an ganz großen Objekten“. Kleinere Firmen kamen nicht in sein versteckt gelegenes Lager auf der Nikolaistraße, das auch nicht für sich warb. Sein Prokurist Leo Cohn führte und verwaltete für ihn das Stadt- und Provisionsgeschäft.
Die enorme Expansion des Unternehmens geschah weitgehend mit Bankkrediten. Bei der Deutschen Bank hatte es eines der höchsten Konten. Im Jahr 1913, einer Zeit schlechter Wirtschaftslage und kurz vor Ausbruch des Ersten Weltkrieges, wurde die wirtschaftliche Situation des Unternehmens von einer der Kreditbanken als kritisch angesehen. Nach dem Krieg wurden die Bankkredite schnell wieder aufgenommen. Kurzfristige Darlehen ermöglichten es den Leipziger Rauchwarenfirmen, ab 1921 die Pelzauktionen in London zu besuchen. Das galt auch für Biedermann, einer der wenigen, der noch eine Londoner Niederlassung unterhielt. Eine interne Bankeinschätzung besagte: „Biedermann hat das russische Geschäft in weitem Umfang aufrecht erhalten und kann daher in Friedenszeiten höhere Gewinne erzielen als jemals zuvor“. Entsprechend diesen Erwartungen erhielt er schnell wieder hohe Kreditzusagen. Die Deutsche Bank in Leipzig gewährte ein Limit von 400 Tausend Mark, im Jahr 1920, der Zeit der Hyperinflation, einen ungesicherten Kredit von 2 Millionen Mark, anschließend 100 Tausend Mark.
Im Frühjahr des Jahres 1928 „schlug es wie eine Bombe ein“, als die Berliner B.Z. schrieb: „Achtzigfacher Leipziger Millionär verhaftet“. Biedermann und Leo Cohn wurden in Untersuchungshaft genommen. Der Vorwurf lautete, sich gegen die Devisengesetze vergangen zu haben. Philipp Manes bemerkte dazu: „Wie das Verfahren ausging, unter welchen Bedingungen die Behörden von der Strafverfolgung absahen, weiss nur der Verteidiger, der berühmte Justizrat Drucker.“ Nach einer kurzen Haftzeit zog sich Biedermann auf sein Besitztum in Nizza zurück. Seit Jahren körperlich leidend, starb er dort, „einsam, wie er gelebt hat“, im Dezember 1929.
Nach seinem doch unerwarteten Tod liquidierte die Firma 1931. Die Forderung der Deutschen Bank belief sich auf 5 Millionen Mark, von der jedoch wegen des weitgehend ungesicherten Kredits nicht viel zu realisieren war. Einige andere, mit der Firma in Geschäftsbeziehungen stehende Rauchwarenfirmen, die von ihr Warenkredite erhalten hatten, mussten ebenfalls aufgeben. Auch für weitere Unternehmen verschlechterte sich die Lage, da die Banken ihre Kreditzusagen für die Branche kürzten.

## Zitat
Philipp Manes hatte gelegentlich als Handels- und Verbandsvertreter Kontakt mit David Biedermann, so auch als der Pelzkonfektionär Julius Aronstein – Deutsche Pelzindustrie Gesellschaft m.b.H. in Zahlungsschwierigkeiten geraten war:
Wie tüchtig Aronstein war, beweist ein Ausspruch D. Biedermanns mir gegenüber, als ich als Mitglied des Gläubigerausschusses zu ihm kam, ihm als dem grössten Gläubiger – etwa 200.000 M. betrug die Summe – um seine Zustimmung zu dem vorgeschlagenen Ausgleich zu bitten, folgendes sagte: »Aronstein ist der einzige Mensch, dem es in meinem langen Leben gelungen ist, mich mit einer solchen Summe hereinzulegen. Ich will sie ganz verlieren, aber mit dem Manne paktieren – niemals«.
»Ich will Ihnen jeden Wunsch gern erfüllen, aber kommen Sie mir nie mehr mit dieser Angelegenheit, die mich masslos aufregt, wenn ich nur davon höre.«
Wer den ruhigen Biedermann gekannt hat, wird verstehen, was solche Erregung bedeutet. Nicht der Geldverlust kränkte ihn, der liess den (damals) vielfachen Millionär kalt, aber dass es ein Mann in der Branche fertig brachte, von ihm ungedeckte Kredite zu erhalten, war die grösste und nicht zu verzeihende Kränkung. Der Bruder von Aronstein – Direktor des Leipziger Karstadt-Hauses – wollte ihn retten und bot 18 %. Viele Gläubiger, die große Summen zu fordern hatten, beschworen Biedermann, dessen Wort entscheidend war, dem Vergleich beizutreten. Vergeblich. Biedermann blieb hart – er lehnte ab.“